# Sven-Olof Bern
Sven-Olof Bern, född Sven Olof Bern Andersson den 20 augusti 1919 i Kalmar, död 5 maj 1971 i Stockholm, var en svensk skådespelare.
Han är begravd på Norra kyrkogården i Kalmar.

## Filmografi
- 1951 – Fröken Julie
- 1958 – Linje sex
- 1971 – Utvandrarna

## Teater

### Roller (ej komplett)
| År   | Roll                                                          | Produktion                                                                            | Regi                      | Teater                   |
| ---- | ------------------------------------------------------------- | ------------------------------------------------------------------------------------- | ------------------------- | ------------------------ |
| 1957 |                                                               | Hans excellens betjänten Ladislaus Bus-Fekete                                         | Lars Barringer            | Upsala-Gävle stadsteater |
| 1960 |                                                               | Född i går (Born Yesterday) Garson Kanin                                              | Jerk Liljefors            | Riksteatern              |
| 1967 | Professor Turman                                              | Geografi och kärlek (Geografi og kjærlighet) Bjørnstjerne Bjørnson                    | Per Sjöstrand             | Helsingborgs stadsteater |
| 1967 | Theobald Maske                                                | Byxorna (Die Hose) Carl Sternheim                                                     | Per Sjöstrand             | Helsingborgs stadsteater |
| 1968 | Gubben med mjölken Invaliden Andra storbonden Andre advokaten | Den kaukasiska kritcirkeln (Der kaukasische Kreidekreis) Bertolt Brecht               | Håkan Ersgård             | Helsingborgs stadsteater |
| 1968 | Fadern                                                        | Din stund på jorden Vilhelm Moberg                                                    | Per Sjöstrand             | Helsingborgs stadsteater |
| 1968 |                                                               | Kung Ubu (Ubu-roi) Alfred Jarry                                                       | Lars Göran Carlson        | Helsingborgs stadsteater |
| 1968 | Gajev                                                         | Körsbärsträdgården (Вишнёвый сад, Visjnjovyj sad) Anton Tjechov                       | Lars-Levi Læstadius       | Helsingborgs stadsteater |
| 1968 | Felix                                                         | Hemmakväll med knivkastning (Die Zimmerschlacht) Martin Walser                        | Martin Söderhjelm         | Helsingborgs stadsteater |
| 1968 | Fabrikör Anders Åvik                                          | Kvartetten som sprängdes Birger Sjöberg                                               | Sandor Györbiro           | Helsingborgs stadsteater |
| 1969 | Oronte                                                        | Friaren från landet eller Monsieur de Pourceaugnac (Monsieur de Pourceaugnac) Molière | Lars-Levi Læstadius       | Helsingborgs stadsteater |
| 1969 |                                                               | De bordlagda Birger Norman                                                            | Ensemblen                 | Helsingborgs stadsteater |
| 1969 | Greve von Bruchsall                                           | Krigsmans lycka (Minna von Barnhelm) Gotthold Ephraim Lessing                         | Lars-Levi Læstadius       | Helsingborgs stadsteater |
| 1969 | Vickberg                                                      | Hans nåds testamente Hjalmar Bergman                                                  | Runar Schauman Kaj Ahnhem | Helsingborgs stadsteater |
| 1970 | En fångvaktare                                                | Skärpt bevakning (Haute surveillance) Jean Genet                                      | Kaj Ahnhem                | Helsingborgs stadsteater |
| 1970 | Munken                                                        | Escorial (Escurial) Michel de Ghelderode                                              | Lars-Levi Læstadius       | Helsingborgs stadsteater |
| 1970 | Teddy Brewster                                                | Arsenik och gamla spetsar (Arsenic and Old Lace) Joseph Kesselring                    | Martin Söderhjelm         | Helsingborgs stadsteater |
| 1970 | Advokaten                                                     | Herr Puntila och hans dräng Matti (Herr Puntila und sein Knecht Matti) Bertolt Brecht | Lars-Levi Læstadius       | Helsingborgs stadsteater |
| 1971 | Kanin                                                         | Nalle Puh och hans vänner (Winnie-the-Pooh) A.A. Milne                                | Lars-Levi Læstadius       | Helsingborgs stadsteater |
| 1971 | Arbetsstudieinspektören                                       | Bamsingen (Le Babour) Félicien Marceau                                                | Martin Söderhjelm         | Helsingborgs stadsteater |

### Fotnoter
1. ↑  ”Sven-Olof Bern”. Svensk Filmdatabas. http://sfi.se/sv/svensk-filmdatabas/Item/?type=PERSON&itemid=63691&ref=%2ftemplates%2fSwedishFilmSearchResult.aspx%3fid%3d1225%26epslanguage%3dsv%26searchword%3dSven-Olof+Bern%26type%3dPerson%26match%3dBegin%26page%3d1%26prom%3dFalse. Läst 13 oktober 2012.
2. ↑  FinnGraven
3. ↑  ”Tidningsnotis”. Dagens Nyheter:  s. 12. 13 februari 1957. https://arkivet.dn.se/tidning/1957-02-13/43/12. Läst 29 januari 2022.
4. ↑  ”'Född i går' på turné”. Dagens Nyheter:  s. 19. 7 oktober 1960. https://arkivet.dn.se/tidning/1960-10-07/273/19. Läst 2 januari 2022.
5. ↑  Ingvar Holm (19 maj 1968). ”VänsterUbu blev spel om Båstad”. Dagens Nyheter:  s. 14. https://arkivet.dn.se/tidning/1968-05-19/135/14. Läst 7 januari 2022.
6. ↑  ”På fredag”. Dagens Nyheter:  s. 17. 23 oktober 1969. https://arkivet.dn.se/tidning/1969-10-23/288/23. Läst 13 juni 2018.
7. ↑  Hans Axel Holm (28 februari 1970). ”Tre västkustpremiärer: Becket, Genet och Klima”. Dagens Nyheter:  s. 14. https://arkivet.dn.se/tidning/1970-02-28/57/14. Läst 13 juni 2018.
8. ↑  ”Nytt om nöjen”. Dagens Nyheter:  s. 18. 18 april 1970. https://arkivet.dn.se/tidning/1970-04-18/104/18. Läst 13 juni 2018.